# Hexatonik
Hexatonik bedeutet in der Musik, dass in einer Tonleiter oder einem Tonvorrat sechs verschiedene Töne innerhalb einer Oktave vorkommen.
Hauptbeiträge: Alternierende Sechsstufigkeit, Hexachord
Eine gängige hexatonische Skala ist die Bluestonleiter, die aus einer Moll-Pentatonik zuzüglich des Tritonus besteht. Ein besonderes Beispiel ist die Ganztonleiter, die ebenfalls sechs Töne pro Oktave enthält, jedoch nur begrenzt transponierbar ist.
In der europäischen Musiktradition ist Hexatonik selten zu finden, da diese stets diatonische Leitern ausbildete. Die beiden häufiger verwendeten Gegenstücke zur Hexatonik sind Pentatonik (5 Töne pro Oktave) und Heptatonik (7 Töne pro Oktave).